# Kategoria Superiore
Kategoria Superiore ist die höchste professionelle albanische Spielklasse im Fußball, ausgerichtet von der Federata Shqiptare e Futbollit. Bis 1998 hieß sie Kategoria e Parë, in der Folge wurde sie auch als Kampionati Shqiptar (deutsch albanische Meisterschaft) sowie als Superliga bezeichnet.

## Geschichte
Mit Hilfe des griechischen Fußballverbandes EPO wurde 1930 die erste Saison in der albanischen Liga unter dem Namen Kategoria e Parë ausgetragen. Seit 1931 ist ausschließlich der albanische Verband verantwortlich. Vor dem Zweiten Weltkrieg dominierte der SK Tirana die Liga und holte bis 1937 sechs von sieben möglichen Titeln. Nur 1933 gelang es KS Skënderbeu Korça, die Vorherrschaft des Hauptstadtklubs für ein Jahr zu durchbrechen. 1935 und während des Zweiten Weltkriegs fand keine Meisterschaft statt. Während des Krieges wurden allerdings 1939, 1940 und 1941 inoffizielle Meisterschaften ausgetragen, von denen der SK Tirana zwei für sich entscheiden konnte, die dritte 1940 holte KS Vllaznia Shkodra. Der Modus und die Anzahl der teilnehmenden Teams wurde anfangs in jedem Jahr geändert. An der ersten Meisterschaft 1930 nahmen noch sechs Teams teil, diese Anzahl wurde bis 1937 auf zehn Klubs gesteigert. 1931 und bei den inoffiziellen Meisterschaften 1939 und 1940 wurde die Liga sogar in zwei Gruppen aufgeteilt, deren Sieger in Finalspielen um den Titel kämpften. 1942 gab es sogar drei Gruppen.
Der offizielle Spielbetrieb nach dem Krieg wurde 1945 wieder gestartet. Die Teams wurden bis 1949 drei Mal in Gruppen aufgeteilt, deren Sieger in Finalspielen den Meister ermittelten, zweimal wurde nur in einer Staffel gespielt. Vllaznia Shkodra gewann die beiden ersten Meisterschaften nach dem Krieg. Die aufkommende Dominanz von Vllaznia wurde allerdings durch den Neuling FK Partizani Tirana gestoppt, das ab 1947 dreimal in Folge den Titel errang. Die Teilnehmerzahl schwankte weiter zwischen neun und vierzehn. 1948 hatte der albanische Verband entschieden, die Meisterschaftstermine nach westlichem Vorbild jahresübergreifend von Frühling bis Herbst festzulegen, allerdings wurde die Entscheidung aufgrund von Druck der sowjetischen Seite zurückgenommen und die bereits im Herbst 1948 begonnene Serie nach sechs Spieltagen annulliert und im Frühjahr 1949 neu gestartet.
Zwischen 1947 und 1949 mussten die traditionellen Vereine aufgelöst werden, lediglich die Polizei- und Armeevereine (z. B. KS Dinamo Tirana und KS Partizani Tirana) durften bestehen bleiben. Da es keine Vereine mehr gab (die Erstligamannschaften traten als Stadtauswahlen auf), existierten in diesen Jahren keine Vereinsbezeichnungen.
Auch in den folgenden Jahren variierte die Anzahl der teilnehmenden Vereine von Spielzeit zu Spielzeit. 1952 erreichte die Kategoria e Parë mit 21 Mannschaften sogar die größte Teilnehmerzahl aller Zeiten. Weiterhin wurde auch der Austragungsmodus immer wieder gewechselt, so wurde 1950 eine Meister- und eine Abstiegsrunde eingerichtet, 1952 spielte die Liga in einer Vorrunde aus drei Gruppen, aus denen sich Teilnehmer für eine Endrunde qualifizierten. Erst ab 1953 blieb man dauerhaft bei einer regulären Saison mit Hin- und Rückrunde, um den Meister zu ermitteln. Zudem wechselte die Zahl der Auf- und Absteiger von Jahr zu Jahr.
Sportlich gesehen mischte sich ab 1950 ein neuer Verein entscheidend in die Titelvergabe ein: Dinamo Tirana. Von der ersten Spielzeit in der Liga an gelang es Dinamo mit Spielertrainer Zihni Gjinali, vier Mal in Folge den Lokalrivalen Partizani Tirana – zwar jeweils nur knapp – zu bezwingen, bis Partizani schließlich 1954 endlich wieder erfolgreich war und den vierten Meistertitel der Klubgeschichte erringen konnte. Bei Partizani spielte in den 1950er-Jahren einer der besten albanischen Torschützen aller Zeiten: Refik Resmja wurde acht Mal Torschützenkönig der Liga. 1951 gelangen Resmja 59 Tore in 23 Spielen – damit ist er innerhalb einer Spielzeit der erfolgreichste Spieler der albanischen Liga aller Zeiten. Mit seinem Torschnitt von 2,57 in dieser Saison ist Resmja nach den statistischen Aufzeichnungen der IFFHS der bis heute torgefährlichste Spieler innerhalb einer Spielzeit auf der ganzen Welt.
Ab 1957 stabilisierte sich die Teilnehmerzahl und betrug für drei Spielzeiten acht Teams, dann wurde die Liga wieder auf zehn Teams aufgestockt. Die Saison 1961 war die vorerst letzte, die im Kalenderjahr ausgetragen wurde. Weil der sowjetische Einfluss auf Albanien stark zurückgegangen war, konnte der nationale Fußballverband für 1962/63 – anders als 1948 – auf den jahresübergreifenden Spielrhythmus von Herbst bis Frühjahr umstellen. Im Jahr 1962 wurde wegen der Umstellung ein halbes Jahr nicht gespielt. Ab 1958 benannten sich die Vereine, die Anfang der 1950er-Jahre den Klubnamen „Puna“ (dt. Arbeit) angenommen hatten, wieder in ihre alten Bezeichnungen um.
Bis dies geschah, wechselten sich weiterhin Partizani und Dinamo Tirana als Meister ab. 1955 und im Jahr darauf konnte Dinamo triumphieren. Doch in den drei darauffolgenden Saisons stand Partizani ganz oben und wurde zum alleinigen albanischen Rekordmeister mit sieben Titeln. 1958 und 1959 landete Dinamo nur auf dem vierten beziehungsweise dritten Rang, bis es 1960 mit dem neuen Trainer Zyber Konçi wieder den Titel holte. Einen besonders engen Kampf um die Meisterschaft gab es 1961: nach Abschluss der regulären Spielzeit lagen Partizani und Dinamo punktgleich an der Tabellenspitze, auch der direkte Vergleich war unentschieden ausgegangen. Daher musste ein Play-off-Match für eine Entscheidung ausgetragen werden. Nach zwei Verlängerungen stand es auch dort 1:1, sodass das Spiel wiederholt werden musste. Auch in diesem fiel erst in der dritten Verlängerung eine Entscheidung, Partizani gewann 1:0 und hatte die Ehre, Albanien als erster Verein im Europapokal der Landesmeister zu vertreten. Von 1965/66 an traten die albanischen Meister allerdings dreimal in Folge nicht im Europapokal der Landesmeister an.
In den ersten beiden jahresübergreifenden Saisons lag erneut Partizani gegenüber Dinamo vorn. Doch dann griff plötzlich 17 Nëntori Tirana, der Dominator aus den Anfangszeiten der Liga, wieder an. Nach einem sechsten Rang in der Spielzeit zuvor wurde der Verein 1964/65 erstmals nach dem Krieg Meister und verteidigte den Titel im Jahr danach im Endspiel gegen das punktgleiche Partizani. Doch in der folgenden Saison, die innerhalb eines Jahres, das heißt von Frühling bis Herbst, ausgetragen wurde, verhinderte eine undurchsichtige Entscheidung des nationalen Verbandes einen weiteren Titel von Nëntori: Nach dem Sieg im Derby gegen Partizani wurden beide Vereine für den Rest der Runde ausgeschlossen, ihre noch auszutragenden Spiele und auch das schon bestrittene Derby mit 0:3 gegen sie gewertet, sodass Dinamo Tirana noch den Titel errang. Die offiziellen Gründe waren eine unfaire Spielweise und eine brutale Gangart der beiden Rivalen im direkten Duell, doch wahrscheinlich traf der Verband die Entscheidung wegen Drucks von Seiten der Regierung, da der Armeeklub Dinamo in den Jahren zuvor nicht in den Meisterschaftskampf hatte eingreifen können. Der Vorfall ist bis heute einmalig in der albanischen Sportgeschichte.
In der Saison darauf, die wieder im Kalenderjahr ausgetragen wurde, siegte aber wieder 17 Nëntori. Seit 1969 hat man dann endgültig auf einen jahrübergreifenden Saisonverlauf umgestellt.
17 Nëntori konnte in den folgenden Jahren allerdings nicht mehr an die vier Meisterschaften in fünf Spielzeiten anknüpfen. Nach dem Titel von Partizani Tirana 1970/71 wechselten sich das wiedererstarkte Vllaznia Shkodra und Dinamo Tirana an der Spitze ab. Von 1975 bis 1977 triumphierte Dinamo sogar drei Mal am Stück und schloss mit elf Titeln zum Rekordmeister Partizani Tirana auf, was Partizani mit dem Meistertitel 1978/79 wieder korrigierte. Zudem dominierte in den 1970er-Jahren Dinamo-Stürmer Ilir Përnaska die Abwehrreihen: von 1971 bis 1976 wurde er sechs Mal in Folge Torschützenkönig. Insgesamt aber war die Liga im Vergleich zu den 1950er-Jahren nun deutlich offener, was die völlig überraschenden Vizemeisterschaften von Aufsteiger KS Skënderbeu Korça und dem vormaligen Abstiegskandidaten KS Luftëtari Gjirokastra, die allerdings in der Folge-Saison wieder abstürzten, oder der Abstieg des Spitzenteams KS Besa Kavaja dokumentierten. Für Skënderbeu ging es sogar direkt wieder in die zweite Liga. 1976/77 übrigens wurde nach der regulären Spielzeit noch eine Meister- und eine Abstiegsrunde ausgespielt, was allerdings nicht weiter Bestand hatte.
Von 1971/72 bis 1976/77 zog sich Albanien aus dem Europapokal der Landesmeister zurück, sodass dem Meister die Teilnahme an diesem Wettbewerb verwehrt blieb. Nachdem von 1968 an 14 Teams in der Liga spielten, reduzierte man die Teilnehmerzahl zeitweise auf zwölf Mannschaften. Nach drei Spielzeiten wurde 1978/79 die Zahl allerdings wieder aufgestockt.
1998/99 spielten 16 Vereine um die Meisterschaft. Ein Jahr später wurde die Meisterschaft auf 14 Mannschaften reduziert. Ab 2003/04 waren nur noch zehn Mannschaften in der ersten Liga vertreten, bis diese Zahl in der Saison 2006/07 wieder auf zwölf und in der Saison 2011/12 auf 14 erhöht wurde. Für die Saison 2013/14 wurde aber bereits wieder auf zwölf Mannschaften reduziert; in der folgenden Saison 2014/15 spielten nur noch zehn Mannschaften. Korça gelang es ab 2011, die Meisterschaft wiederholt zu gewinnen. Die Serie konnte erst 2017 durch den FK Kukësi gestoppt werden. Nachdem 2018 KF Skënderbeu Korça Meister wurde, gewann 2019 zum insgesamt sechzehnten Mal FK Partizani Tirana.

## Wettbewerb
Die zehn Mannschaften treten im Verlauf einer Saison vier Mal gegeneinander an. Das bedeutet, dass jede Mannschaft 36 Spiele zu absolvieren hat. Der Tabellenerste am Ende der Saison ist Landesmeister und startet in der Qualifikation zur Champions League. Der Tabellenzweite und der Tabellendritte erreichen die erste Qualifikationsrunde zur UEFA Europa Conference League. Dort nimmt auch der albanische Pokalsieger teil. Hat sich dieser bereits über die Liga für einen europäischen Wettbewerb qualifiziert, fällt dieser Platz an den 4. der Liga. Die letzten beiden steigen in die zweite albanische Liga Kategoria e parë ab. Die dritte Liga heißt Kategoria e dytë und hat 25 teilnehmende Mannschaften, die in einer nördlichen und einer südlichen Gruppe gegeneinander antreten.
Bei Punktgleichheit zählt der direkte Vergleich.

## Vereine
Folgende Vereine spielen in der Saison 2025/26:
| Logo                       | Verein                | Stadt      | Stadion                              |
| -------------------------- | --------------------- | ---------- | ------------------------------------ |
| Logo FK Egnatia Rrogozhina | KS Egnatia Rrogozhina | Rrogozhina | Arena Egnatia                        |
| Logo Partizani Tirana      | FK Partizani Tirana   | Tirana     | Kompleksi Partizani (Arena e Demave) |
| Logo KF Tirana             | KF Tirana             | Tirana     | Selman-Stërmasi-Stadion              |
| Logo Bylis Ballsh          | KS Bylis Ballsh       | Ballsh     | Adush-Muça-Stadion                   |
| Logo Teuta Durrës          | KS Teuta Durrës       | Durrës     | Niko-Dovana-Stadion                  |
|                            | AF Elbasani           | Elbasan    | Elbasan Arena                        |
| Logo FK Vora               | FK Vora               | Vora       | Stadiumi Vora                        |
| Logo FK Vllaznia Shkodra   | KS Vllaznia Shkodra   | Shkodra    | Loro-Boriçi-Stadion                  |
| Logo Dinamo Tirana         | Dinamo City           | Tirana     | Selman-Stërmasi-Stadion              |
| Logo KS Flamurtari Vlora   | KS Flamurtari Vlora   | Vlora      | Stadium Flamurtari                   |

## Bisherige Titelträger
- 1930 SK Tirana
- 1931 SK Tirana
- 1932 SK Tirana
- 1933 KS Skënderbeu Korça
- 1934 SK Tirana
- 1935 nicht ausgetragen
- 1936 SK Tirana
- 1937 SK Tirana
- 1938 nicht ausgetragen
- 1939 SK Tirana (inoffiziell)
- 1940 KS Vllaznia Shkodra (inoffiziell)
- 1941 nicht ausgetragen
- 1942 SK Tirana (inoffiziell)
- 1943 nicht ausgetragen
- 1944 nicht ausgetragen
- 1945 KS Vllaznia Shkodra
- 1946 KS Vllaznia Shkodra
- 1947 FK Partizani Tirana
- 1948 FK Partizani Tirana
- 1949 FK Partizani Tirana
- 1950 KS Dinamo Tirana
- 1951 KS Dinamo Tirana
- 1952 KS Dinamo Tirana
- 1953 KS Dinamo Tirana
- 1954 FK Partizani Tirana
- 1955 KS Dinamo Tirana
- 1956 KS Dinamo Tirana
- 1957 FK Partizani Tirana
- 1958 FK Partizani Tirana
- 1959 FK Partizani Tirana
- 1960 KS Dinamo Tirana
- 1961 FK Partizani Tirana
- 1962 nicht ausgetragen
- 1963 FK Partizani Tirana
- 1964 FK Partizani Tirana
- 1965 KS 17 Nëntori Tirana
- 1966 KS 17 Nëntori Tirana
- 1967 KS Dinamo Tirana
- 1968 KS 17 Nëntori Tirana
- 1969 nicht ausgetragen
- 1970 KS 17 Nëntori Tirana
- 1971 FK Partizani Tirana
- 1972 KS Vllaznia Shkodra
- 1973 KS Dinamo Tirana
- 1974 KS Vllaznia Shkodra
- 1975 KS Dinamo Tirana
- 1976 KS Dinamo Tirana
- 1977 KS Dinamo Tirana
- 1978 KS Vllaznia Shkodra
- 1979 FK Partizani Tirana
- 1980 KS Dinamo Tirana
- 1981 FK Partizani Tirana
- 1982 KS 17 Nëntori Tirana
- 1983 KS Vllaznia Shkodra
- 1984 KS Elbasani
- 1985 KS 17 Nëntori Tirana
- 1986 KS Dinamo Tirana
- 1987 FK Partizani Tirana
- 1988 KS 17 Nëntori Tirana
- 1989 KS 17 Nëntori Tirana
- 1990 KS Dinamo Tirana
- 1991 KS Flamurtari Vlora
- 1992 KS Vllaznia Shkodra
- 1993 FK Partizani Tirana
- 1994 KS Teuta Durrës
- 1995 SK Tirana
- 1996 SK Tirana
- 1997 SK Tirana
- 1998 KS Vllaznia Shkodra
- 1999 SK Tirana
- 2000 SK Tirana
- 2001 KS Vllaznia Shkodra
- 2002 KS Dinamo Tirana
- 2003 SK Tirana
- 2004 SK Tirana
- 2005 SK Tirana
- 2006 KF Elbasani
- 2007 KF Tirana
- 2008 KS Dinamo Tirana
- 2009 KF Tirana
- 2010 KS Dinamo Tirana
- 2011 KF Skënderbeu Korça
- 2012 KF Skënderbeu Korça
- 2013 KF Skënderbeu Korça
- 2014 KF Skënderbeu Korça
- 2015 KF Skënderbeu Korça
- 2016 KF Skënderbeu Korça
- 2017 FK Kukësi
- 2018 KF Skënderbeu Korça
- 2019 FK Partizani Tirana
- 2020 KF Tirana
- 2021 KS Teuta Durrës
- 2022 KF Tirana
- 2023 FK Partizani Tirana
- 2024 KS Egnatia
- 2025 KS Egnatia

## Rekordmeister
| Rang | Verein              | Titel | Spielzeiten 1 |
| ---- | ------------------- | ----- | --- |
| 1.   | KF Tirana           | 26    | 1930, 1931, 1932, 1934, 1936, 1937, 1965, 1966, 1968, 1970, 1982, 1985, 1988, 1989, 1995, 1996, 1997, 1999, 2000, 2003, 2004, 2005, 2007, 2009, 2020, 2022 |
| 2.   | Dinamo City         | 18    | 1950, 1951, 1952, 1953, 1955, 1956, 1960, 1967, 1973, 1975, 1976, 1977, 1980, 1986, 1990, 2002, 2008, 2010                                                 |
| 3.   | FK Partizani Tirana | 17    | 1947, 1948, 1949, 1954, 1957, 1958, 1959, 1961, 1963, 1964, 1971, 1979, 1981, 1987, 1993, 2019, 2023                                                       |
| 4.   | KS Vllaznia Shkodra | 9     | 1945, 1946, 1972, 1974, 1978, 1983, 1992, 1998, 2001 |
| 5.   | KF Skënderbeu Korça | 8     | 1933, 2011, 2012, 2013, 2014, 2015, 2016, 2018 |
| 6.   | KF Elbasani         | 2     | 1984, 2006 |
| 6.   | KS Teuta Durrës     | 2     | 1994, 2021 |
| 6.   | KS Egnatia          | 2     | 2024, 2025 |
| 7.   | KS Flamurtari Vlora | 1     | 1991 |
| 7.   | FK Kukësi           | 1     | 2017 |

### Entwicklung
- 1930–1957: KF Tirana (1–6)
- 1958:−0000 KF Tirana/FK Partizani Tirana (je 6)
- 1959–1969: FK Partizani Tirana (7–10)
- 1970:−0000 FK Partizani Tirana/KF Tirana (je 10)
- 1971–1976: FK Partizani Tirana (11)
- 1977–1978: FK Partizani Tirana/KS Dinamo Tirana (je 11)
- 1979:−0000 FK Partizani Tirana (12)
- 1980:−0000 FK Partizani Tirana/KS Dinamo Tirana (je 12)
- 1981–1985: FK Partizani Tirana (13)
- 1986:−0000 FK Partizani Tirana/KS Dinamo Tirana (je 13)
- 1987–1988: FK Partizani Tirana (14)
- 1989:−0000 FK Partizani Tirana/KF Tirana (je 14)
- 1990–1992: FK Partizani Tirana/KF Tirana/KS Dinamo Tirana (je 14)
- 1993–1994: FK Partizani Tirana (15)
- 1995:−0000 FK Partizani Tirana/KF Tirana (je 15)
- 1996–2023: KF Tirana (16–26)

## UEFA-Fünfjahreswertung
Platzierung in der UEFA-Fünfjahreswertung:
(in Klammern die Vorjahresplatzierung). Die Kürzel CL, EL und CO hinter den Länderkoeffizienten geben die Anzahl der Vertreter in der Saison 2026/27 der Champions League, der Europa League sowie der Conference League an.
- 44.  (40)  Liechtenstein (Pokal) – Koeffizient: 8.000 – CL: 0, EL: 0, CO: 1
- 45.  (48)  Estland (Liga, Pokal) – Koeffizient: 7.957 – CL: 1, EL: 0, CO: 3
- 46.  (47)  Albanien (Liga, Pokal) – Koeffizient: 7.875 – CL: 1, EL: 0, CO: 3
- 47.  (53)  Montenegro (Liga, Pokal) – Koeffizient: 7.208 – CL: 1, EL: 0, CO: 3
- 48.  (43)  Luxemburg (Liga, Pokal) – Koeffizient: 6.875 – CL: 1, EL: 0, CO: 3

Stand: Ende der Europapokalsaison 2024/25

## Zitate
„Tief ist […] die Qualität der Liga. Die Menschen sind verrückt nach der italienischen Serie A. Die eigene Meisterschaft wird kaum verfolgt. Für das Nationalteam zeigen sie aber viel Leidenschaft.“